# Tatsuya Yazawa
Tatsuya Yazawa (谷澤 達也 Yazawa Tatsuya?), född 3 oktober 1984, är en japansk fotbollsspelare.
I november 2003 blev han uttagen i Japans trupp till U20-världsmästerskapet 2003.